# Piper PA-7
O Piper PA-7 Skycoupe é uma aeronave monomotor asa baixa biplace produzido pela Piper Aircraft nos anos 40.

## História
Ao fim de 1944, a Piper anunciou os modelos de aeronaves que pretendia construir no pós-guerra. Uma dessas aeronaves era o PWA-1 Skycoupe (Post War Airplane 1, Aeronave Pós Guerra 1). Um protótipo foi construído em 1943, como um monoplano asa baixa, biplace (lado a lado), com uma empenagem dupla e trem de pouso triciclo. A aeronave era equipada com um motor Franklin 4ACG-199-H3, com a hélice pusher. Em 1945, a aeronave foi renomeada como PA-7 Skycoupe, porém, nenhuma outra aeronave foi construída, além do protótipo.

## Especificações (PA-7)
Descrições gerais
- Tripulação: 2
- Envergadura: 9,14 m (30 ft)
- Peso bruto (carregado): 724 kg (1 600 lb)

Motorização
- Número de motores: 1x
- Tipo do motor: Franklin 4ACG-199H3, 113 hp (84,3 kW)

Performance
- Velocidade máxima: 180 km/h (112 mph)
- Alcance: 640 km (398 mi)

## Bibilografia
- Peperell, Roger W; Smith, Colin M. (1987). Piper Aircraft and their forerunners. Tonbridge, Kent, Inglaterra: Air-Britain. ISBN 0-85130-149-5.